# Hans von Reyher

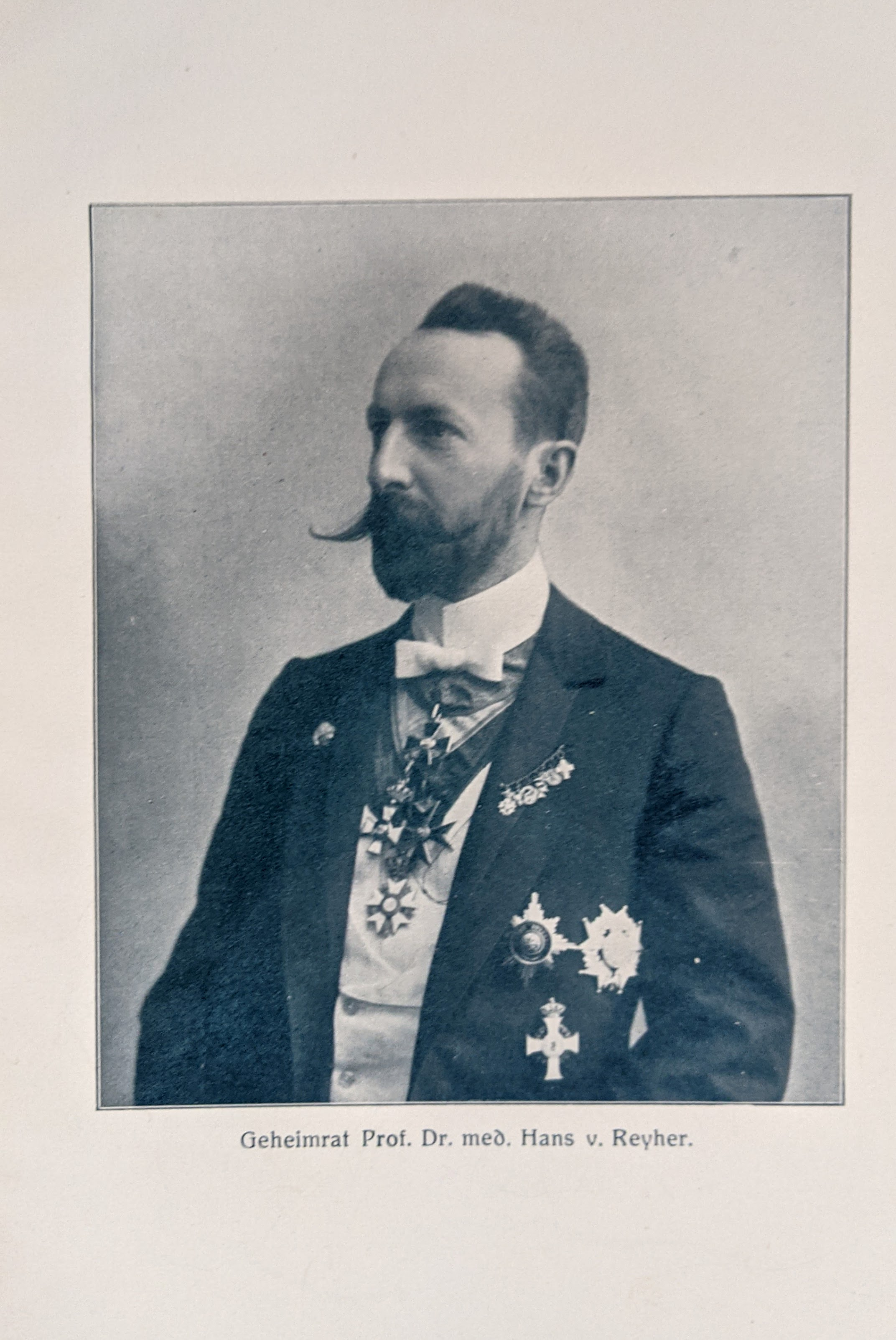
Prof. Dr. med Hans von Reyher (Geheimrat)

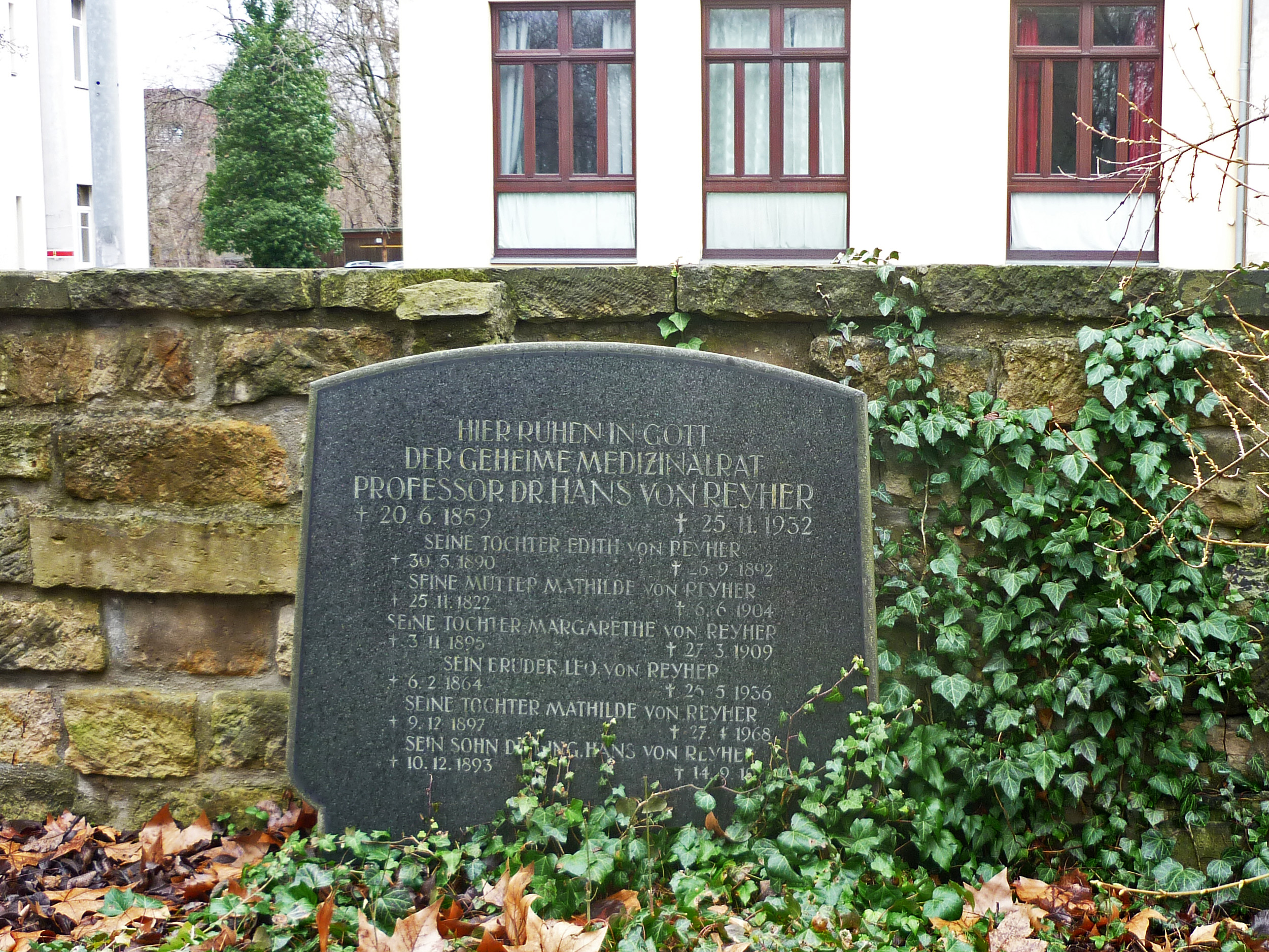
Grabstein in Dresden

Karl Reinhold Hans von Reyher, auch Carl Reinhold Johann von Reyher, russisch Иван Карлович Рейер (* 8. Junijul. / 20. Juni 1859greg. in Riga; † 25. November 1932 in Dresden) war ein deutscher Arzt und Mediziner, zuletzt mit dem Titel eines königlich-sächsischen Geheimen Medizinalrates. Er war Chefarzt und Direktor des Königlichen Mechano-therapeutischen Instituts zu Dresden.

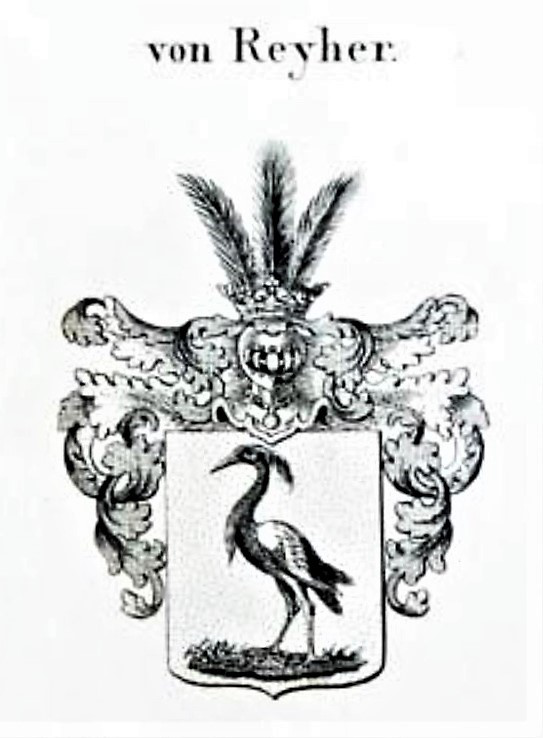
Wappen der Familie von Reyher

Siehe auch HauptartikelReyher (Adelsgeschlecht)

## Leben
Hans von Reyher war ein Sohn des Protokollführers am Livländischen Hofgericht Karl Christopher von Reyher (* 22. Juni 1817 in Riga; † 1. Januar 1890 ebenda) und der Lehrerin Maria Helena Mathilde geb. Ulmann (* 25. November 1822 in Riga; † 6. Juni 1904 in Dresden), Tochter von Johann Peter Gottfried Ulmann (* 1786) und dessen Ehefrau Helena Wilhelmine geb. Badendick (1799–1876).
Hans von Reyher war mit Frau Antonia geb. Linke verheiratet. Das Ehepaar hatte fünf Kinder:
- Mathilde Ignatia Else von Reyher (* 19. November 1888 in Dresden; † 15. Oktober 1950 in Apolda) ⚭ Emil Baron von Maydell (* 1870), Bergwerksdirektor in Ullersdorf bei Teplitz (Böhmen),
- Carola Mathilde Edith von Reyher (* 30. Mai 1890 in Dresden; † 26. September 1892 ebenda),
- Paul Leberecht Hans von Reyher (* 10. Dezember 1893 in Dresden; † 14. September 1971 ebenda), ein Sohn: Hermann von Reyher,
- Lucie Antonie Margarethe von Reyher (* 3. November 1895 in Dresden; † 27. März 1909 ebenda),
- Antonie Ignatia Mathilde von Reyher (* 9. Dezember 1897 in Dresden; † 27. April 1968 ebenda). Wohnte zuletzt in der Alpenstraße 1.

### Werdegang
Er studierte von 1880 bis 1885 an der Kaiserlichen Universität Dorpat.

## Auszeichnungen (Auswahl)
- 1891: Ritterkreuz 1. Klasse des königlich-sächsischen Albrechtsordens
- 1894: Königlich-sächsische bronzene Carolamedaille für hilfreiche Nächstenliebe
- 1895: Fürstlich-Schwarzburg-Sondershausener Ehrenkreuz 2. Klasse
- 1895: Ritterkreuz 1. Klasse des herzoglich-anhaltischen Gesamthausordens Albrecht des Bären
- 1897: Großkomturkreuz des großherzoglich-mecklenburgischen Greifenordens
- 1897: Komturkreuz des kaiserlich-russischen St.-Annenordens
- 1897: Komturkreuz des großherzoglich-toskanischen Zivilverdienstordens
- 1899: Offizierskreuz des königlich-sächsischen Albrechtsordens
- 1901: Komturkreuz des großherzoglich-oldenburgischen Verdienstordens
- 1901: Stern zum Komturkreuz des großherzoglich-toskanischen Zivilverdienstordens
- 1909: Stern zum Komturkreuz des großherzoglich-oldenburgischen Verdienstordens

## Herkunft und Familie
Karl Reinhold Hans von Reyher entstammte dem in zaristischen Russland geadelten Stamm der ursprünglich sächsischen, bürgerlichen Familie Reyher, deren Ahnlinie bis auf Georgius Reyher (1641–1708) zurückgeht. Sein Ururgroßvater Christoph Reyher (1709–1784) wanderte aus dem vogtländischen Reichenbach in das damalige Livland aus. Sein Urgroßvater väterlicherseits war der Kaufmann und Kunsthändler Peter Christoph Reyher (1742–1828), sein Großvater der Gerichtsarchivar, Titularrat und Ritterkreuzträger Peter Daniel von Reyher (1795–1870).
Von Reyher hatte noch neun Geschwister, davon acht Brüder, u. a.:
- Carl Dietrich Christoph von Reyher (1846–1891), Chirurg und Militärarzt. Auch dessen Sohn Wolfgang von Reyher war Arzt.
- Carl Gustav Paul von Reyher (* 1848), Enkeltochter Ingrid von Reyher,
- Carl Max Christopher von Reyher (* 1850),
- Carl Wilhelm Emil von Reyher (* 1852),
- Flora Helene („Nelly“) Mathilde von Reyher (1854–1946) ⚭ 1880 Wilhelm Friedrich Ostwald (1853–1932), Chemiker, Philosoph und Soziologe, 1909 Nobelpreisträger, fünf Kinder, u. a. Wolfgang Ostwald und Walter Ostwald.
- Carl Friedrich Otto von Reyher (* 1855),
- Piet von Reyher (1862–1927), Schriftsteller, in Berlin Leiter des Pressearchivs des Bundes der Landwirte.
- Karl Christoph Leo von Reyher (1864–1936), studierte Medizin und Chemie, ab 1894 Leiter eines Stahlwerks in St. Petersburg, ab 1906 bei Siemens in Wien